# Christian Burns
Christian Charles Burns (Trenton, 4 settembre 1985) è un cestista statunitense naturalizzato italiano, che gioca come ala-pivot.

## Carriera

### Club
Durante i primi anni della sua carriera da professionista veste la divisa di diverse squadre europee militanti in campionati minori, come l'AZS Koszalin (campionato polacco), il Porto (campionato portoghese), il Ratiopharm Ulm (campionato tedesco), il Ferro-ZNTU (campionato ucraino) e il Baraq Netanya (campionato israeliano), fino alla stagione 2012-2013 quando veste la divisa della Sutor Montegranaro, società marchigiana militante in Serie A. Nella stagione 2013-14 si trasferisce in un'altra competizione europea di alto livello come la VTB United League con la divisa dell'Enisey Krasnojarsk. La stagione 2014-15 si trasferisce nella Národní basketbalová liga, massima serie del campionato ceco, tra le file del ČEZ Nymburk, squadra con la quale vince il campionato, aggiudicandosi così il suo primo titolo da giocatore professionista. L'annata seguente va a giocare nella UAE Basketball League, massima serie del campionato arabo, con l'Al Wasl, per successivamente fare ritorno, nella stagione 2016-2017 in Serie A, questa volta con la Leonessa Brescia.
L'11 agosto 2017 firma per la Pallacanestro Cantù. A fine anno, Burns guida le classifiche individuali della Serie A sia per valutazione (25,4 di media) che per rimbalzi (10,0 di media).
Il 28 giugno 2018 passa ai campioni d'Italia dell'Olimpia Milano, con cui parte prevalentemente dalla panchina.
Il 12 maggio 2019, dopo un controllo antidoping al termine della partita contro Trieste, risulta positivo ad un metabolita del Clostebol. Il 18 luglio, il Tribunale Nazionale Antidoping proscioglie il giocatore dall'accusa, sollevando così la sospensione cautelare.
Il 4 luglio 2020 fa ritorno dopo tre anni al Basket Brescia Leonessa firmando per una stagione con opzione per la stagione successiva.
Il 14 maggio 2021 approda al Napoli Basket con un breve prestito, per disputare la sola fase play-off di Serie A2 che vede poi i partenopei centrare la promozione. Dopo questa fugace parentesi, nel 2021-2022 torna a vestire la canotta bresciana in Serie A, con cui totalizza 6,7 punti e 5,2 rimbalzi di media. Nel luglio 2022 firma un rinnovo biennale fino al 2024, ma dopo una stagione 2022-2023 nella quale Burns viaggia a 2,3 punti e 2,1 rimbalzi, la società biancoblu decide di separarsi dal giocatore.
Nel luglio 2023 Burns scende in Serie A2 tornando con un accordo biennale alla Pallacanestro Cantù, chiamato dal gm Alessandro Santoro che già lo aveva scelto ai tempi di Montegranaro e Brescia.

### Nazionale
Nell'estate del 2017, in vista degli imminenti Campionati europei di basket 2017, viene convocato dal C.T. Ettore Messina nella Nazionale italiana. Il 29 luglio, durante la prima giornata della Trentino Basket Cup (torneo amichevole di preparazione agli europei) fa il suo esordio in nazionale contro la Bielorussia segnando 6 punti. Il giorno successivo scende in campo per la seconda volta con la formazione azzurra, questa volta contro i Paesi Bassi, segnando 5 punti, in una partita che verrà ricordata per la rissa tra Danilo Gallinari e Jito Kok.
Nel 2017 disputa le fasi finali dei Campionati Europei arrivando fino ai quarti di finale dove la nazionale viene battuta il 13 settembre dalla Serbia.

## Statistiche

### Club
| Stagione        | Squadra             | Competizione | Partite | Partite | Partite | Statistiche tiro | Statistiche tiro | Statistiche tiro | Altre statistiche | Altre statistiche | Altre statistiche | Altre statistiche | Altre statistiche |
| Stagione        | Squadra             | Competizione | Pres.   | Titol.  | Minuti  | Tiri da 2        | Tiri da 3        | Liberi           | Rimb.             | Assist            | Rubate            | Stopp.            | Punti             |
| --------------- | ------------------- | ------------ | ------- | ------- | ------- | ---------------- | ---------------- | ---------------- | ----------------- | ----------------- | ----------------- | ----------------- | ----------------- |
| 2007-2008       | AZS Koszalin        | PLK          | 30      | -       | -       | 104/192          | 7/25             | 39/57            | 126               | 8                 | 34                | 7                 | 268               |
| 2008-2009       | Porto               | LPB          | 22      | -       | -       | 151/291          | 15/70            | 69/99            | 161               | 32                | 25                | 24                | 416               |
| 2009-2010       | Ratiopharm Ulm      | Bundesliga   | 34      | 34      | 940     | 182/368          | 20/71            | 78/119           | 213               | 40                | 44                | 14                | 502               |
| 2010-2011       | Ferro-ZNTU          | UKSL         | 57      | -       | -       | 334/595          | 28/100           | 162/231          | 447               | 7                 | 84                | 28                | 914               |
| 2011-2012       | Baraq Netanya       | Ligat ha'Al  | 9       | 9       | 270     | 43/78            | 5/15             | 28/32            | 67                | 22                | 13                | 4                 | 129               |
| 2012-2013       | Sutor Montegranaro  | Serie A      | 30      | 27      | 801     | 156/284          | 24/59            | 62/80            | 211               | 21                | 35                | 6                 | 446               |
| 2013-2014       | Enisey Krasnojarsk  | VTB          | 20      | 20      | 563     | 86/167           | 26/63            | 42/57            | 105               | 24                | 24                | 7                 | 292               |
| 2014-2015       | ČEZ Nymburk         | VTB          | 21      | 21      | 504     | 67/147           | 13/40            | 50/69            | 118               | 25                | 25                | 8                 | 223               |
| 2015-2016       | Al-Wasl             | UAEBL        | -       | -       | -       | -/-              | -/-              | -/-              | -                 | -                 | -                 | -                 | -                 |
| 2016-2017       | Leonessa Brescia    | Serie A      | 25      | 1       | 577     | 88/171           | 21/70            | 45/68            | 166               | 25                | 33                | 7                 | 284               |
| 2017-2018       | Pallacanestro Cantù | Serie A      | 13      | 13      | 399     | 65/116           | 6/34             | 35/49            | 124               | 18                | 19                | 4                 | 183               |
| Totale carriera |                     |              |         |         |         |                  |                  |                  |                   |                   |                   |                   |                   |

### Nazionale
| Cronologia completa delle presenze e dei punti in Nazionale - Italia | Cronologia completa delle presenze e dei punti in Nazionale - Italia | Cronologia completa delle presenze e dei punti in Nazionale - Italia | Cronologia completa delle presenze e dei punti in Nazionale - Italia | Cronologia completa delle presenze e dei punti in Nazionale - Italia | Cronologia completa delle presenze e dei punti in Nazionale - Italia | Cronologia completa delle presenze e dei punti in Nazionale - Italia | Cronologia completa delle presenze e dei punti in Nazionale - Italia |
| Data                                                                 | Città                                                                | In casa                                                              | Risultato                                                            | Ospiti                                                               | Competizione                                                         | Punti                                                                | Note                                                                 |
| -------------------------------------------------------------------- | -------------------------------------------------------------------- | -------------------------------------------------------------------- | -------------------------------------------------------------------- | -------------------------------------------------------------------- | -------------------------------------------------------------------- | -------------------------------------------------------------------- | -------------------------------------------------------------------- |
| 29/07/2017                                                           | Trento                                                               | Italia                                                               | 96 - 36                                                              | Bielorussia                                                          | Torneo amichevole                                                    | 6                                                                    | [ 11 ]                                                               |
| 30/07/2017                                                           | Trento                                                               | Italia                                                               | 66 - 57                                                              | Paesi Bassi                                                          | Torneo amichevole                                                    | 5                                                                    | [ 12 ]                                                               |
| 09/08/2017                                                           | Cagliari                                                             | Italia                                                               | 74 - 68                                                              | Finlandia                                                            | Amichevole                                                           | 0                                                                    | [ 13 ]                                                               |
| 11/08/2017                                                           | Cagliari                                                             | Italia                                                               | 75 - 70                                                              | Finlandia                                                            | Torneo amichevole                                                    | 0                                                                    | [ 14 ]                                                               |
| 13/08/2017                                                           | Cagliari                                                             | Italia                                                               | 73 - 53                                                              | Turchia                                                              | Torneo amichevole                                                    | 2                                                                    | [ 15 ]                                                               |
| 18/08/2017                                                           | Tolosa                                                               | Montenegro                                                           | 66 - 67                                                              | Italia                                                               | Torneo amichevole                                                    | 5                                                                    | [ 16 ]                                                               |
| 19/08/2017                                                           | Tolosa                                                               | Belgio                                                               | 80 - 60                                                              | Italia                                                               | Torneo amichevole                                                    | 4                                                                    | [ 17 ]                                                               |
| 20/08/2017                                                           | Tolosa                                                               | Francia                                                              | 88 - 63                                                              | Italia                                                               | Torneo amichevole                                                    | 3                                                                    | [ 18 ]                                                               |
| 23/08/2017                                                           | Atene                                                                | Serbia                                                               | 73 - 65                                                              | Italia                                                               | Torneo Acropolis 2017                                                | 4                                                                    | [ 19 ]                                                               |
| 24/08/2017                                                           | Atene                                                                | Grecia                                                               | 73 - 70 dts                                                          | Italia                                                               | Torneo Acropolis 2017                                                | 4                                                                    | [ 20 ]                                                               |
| 25/08/2017                                                           | Atene                                                                | Georgia                                                              | 65 - 73                                                              | Italia                                                               | Torneo Acropolis 2017                                                | 2                                                                    | [ 21 ]                                                               |
| 31/08/2017                                                           | Tel Aviv                                                             | Israele                                                              | 48 - 69                                                              | Italia                                                               | EuroBasket 2017 - Fase a gironi                                      | 0                                                                    | [ 22 ]                                                               |
| 02/09/2017                                                           | Tel Aviv                                                             | Ucraina                                                              | 66 - 78                                                              | Italia                                                               | EuroBasket 2017 - Fase a gironi                                      | 0                                                                    | [ 23 ]                                                               |
| 03/09/2017                                                           | Tel Aviv                                                             | Lituania                                                             | 78 - 73                                                              | Italia                                                               | EuroBasket 2017 - Fase a gironi                                      | 0                                                                    | [ 24 ]                                                               |
| 05/09/2017                                                           | Tel Aviv                                                             | Germania                                                             | 61 - 55                                                              | Italia                                                               | EuroBasket 2017 - Fase a gironi                                      | 0                                                                    | [ 25 ]                                                               |
| 06/09/2017                                                           | Tel Aviv                                                             | Georgia                                                              | 69 - 71                                                              | Italia                                                               | EuroBasket 2017 - Fase a gironi                                      | 0                                                                    | [ 26 ]                                                               |
| 09/09/2017                                                           | Istanbul                                                             | Finlandia                                                            | 57 - 70                                                              | Italia                                                               | EuroBasket 2017 - Ottavi                                             | 0                                                                    | [ 27 ]                                                               |
| 13/09/2017                                                           | Istanbul                                                             | Italia                                                               | 67 - 83                                                              | Serbia                                                               | EuroBasket 2017 - Quarti                                             | 9                                                                    | [ 28 ]                                                               |
| 24/11/2017                                                           | Torino                                                               | Italia                                                               | 75 - 70                                                              | Romania                                                              | Qual. Mondiali 2019                                                  | 0                                                                    | [ 29 ]                                                               |
| 26/11/2017                                                           | Zagabria                                                             | Croazia                                                              | 64 - 80                                                              | Italia                                                               | Qual. Mondiali 2019                                                  | 8                                                                    | [ 30 ]                                                               |
| 23/02/2018                                                           | Treviso                                                              | Italia                                                               | 80 - 62                                                              | Paesi Bassi                                                          | Qual. Mondiali 2019                                                  | 8                                                                    | [ 31 ]                                                               |
| 26/02/2018                                                           | Cluj-Napoca                                                          | Romania                                                              | 50 - 101                                                             | Italia                                                               | Qual. Mondiali 2019                                                  | 11                                                                   | [ 32 ]                                                               |
| 28/06/2018                                                           | Trieste                                                              | Italia                                                               | 72 - 78                                                              | Croazia                                                              | Qual. Mondiali 2019                                                  | 14                                                                   | [ 33 ]                                                               |
| 01/07/2018                                                           | Groninga                                                             | Paesi Bassi                                                          | 81 - 66                                                              | Italia                                                               | Qual. Mondiali 2019                                                  | 10                                                                   | [ 34 ]                                                               |
| 29/11/2018                                                           | Brescia                                                              | Italia                                                               | 70 - 65                                                              | Lituania                                                             | Qual. Mondiali 2019                                                  | 4                                                                    | [ 35 ]                                                               |
| 02/12/2018                                                           | Danzica                                                              | Polonia                                                              | 94 - 78                                                              | Italia                                                               | Qual. Mondiali 2019                                                  | 10                                                                   | [ 36 ]                                                               |
| Totale                                                               |                                                                      | Presenze                                                             | 27                                                                   |                                                                      | Punti                                                                | 123                                                                  |                                                                      |

## Palmarès
- Campionato ceco: 1

ČEZ Nymburk: 2014-15
- Supercoppa italiana: 1

Olimpia Milano: 2018
- Campionato serie A2 LNP: 1

GeVi Napoli: 2020-2021
- Coppa Italia: 1

Brescia: 2023